# Numero E

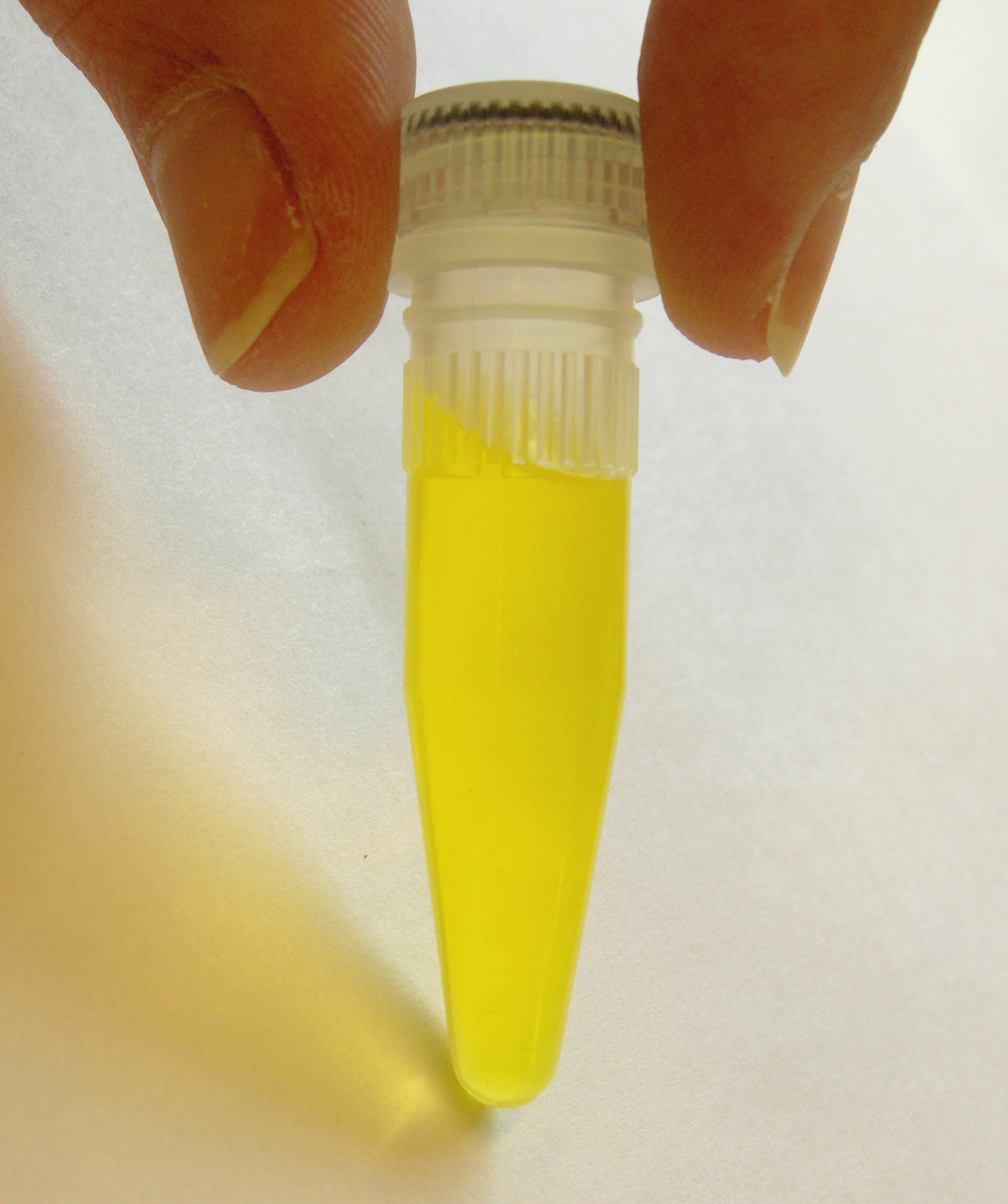
Una soluzione di riboflavina E101 (conosciuta anche come vitamina B2)

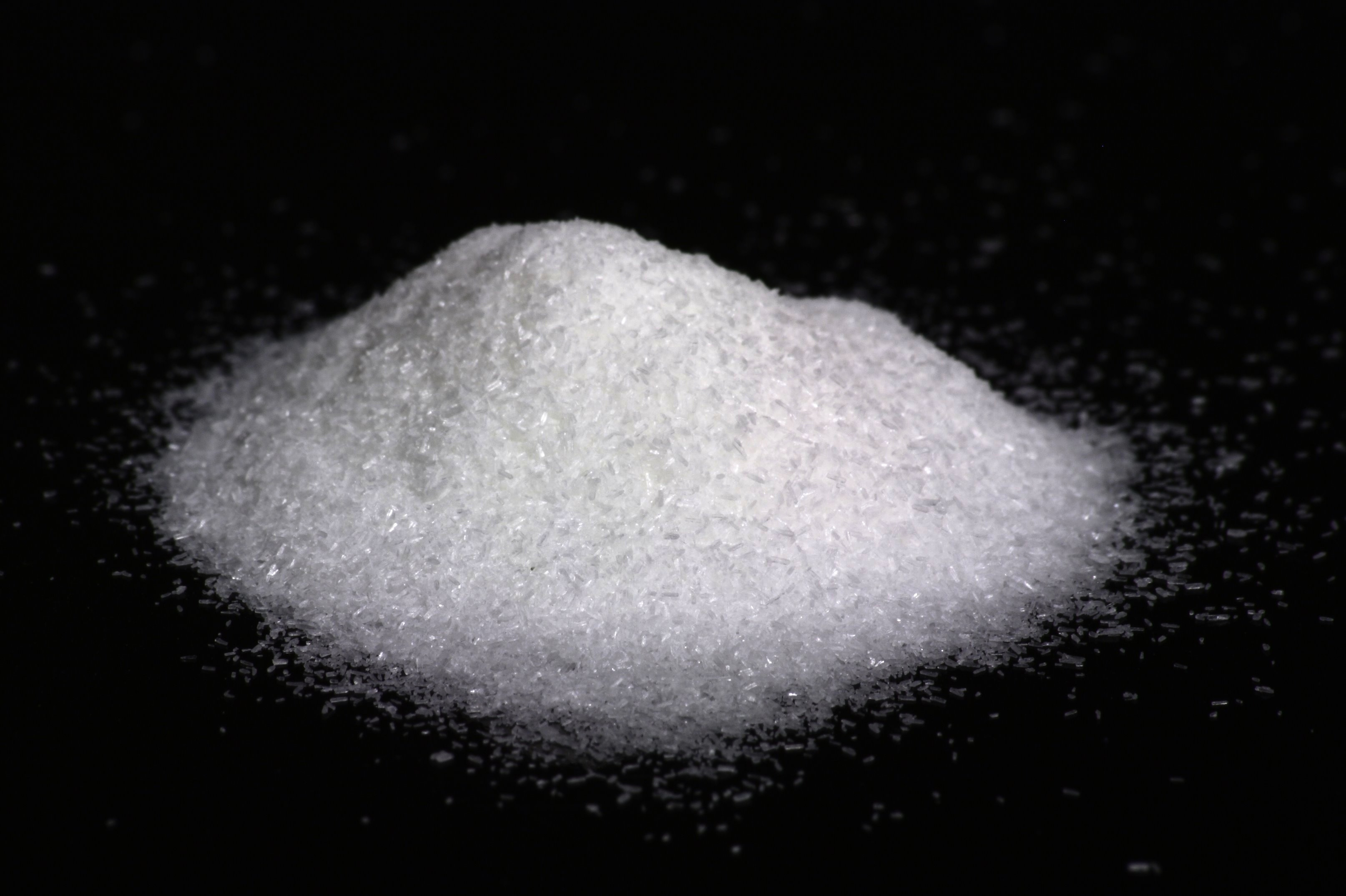
Cristalli di glutammato monosodico E621, un esaltatore di sapidità

I numeri E, abbreviazione di numeri Europa, sono codici per le sostanze utilizzate come additivi alimentari, comprese quelle presenti naturalmente in molti alimenti, come la vitamina C, per l'uso all'interno dell'Unione Europea  e dell'Associazione europea di libero scambio. Comunemente presenti sulle etichette dei prodotti alimentari, la loro valutazione e approvazione in materia di sicurezza sono di responsabilità dell'Autorità europea per la sicurezza alimentare (EFSA). Il fatto che un additivo abbia un numero E implica che il suo utilizzo era un tempo consentito nei prodotti in vendita nel mercato unico europeo; alcuni di questi additivi oggi non sono più consentiti.
L'adozione di un elenco unificato per gli additivi alimentari è stata concordata per la prima volta nel 1962 nell'ambito dei coloranti alimentari. Nel 1964 vennero aggiunte le direttive sui conservanti, nel 1970 gli antiossidanti, nel 1974 gli emulsionanti, gli stabilizzanti, gli addensanti ed i gelificanti.

## Schemi di numerazione
Lo schema di numerazione segue quello del Sistema di numerazione internazionale (INS) come determinato dal comitato del Codex Alimentarius, sebbene solo un sottoinsieme degli additivi INS sia approvato per l'uso nell'Unione Europea come additivi alimentari. Al di fuori del continente europeo e della Russia, i numeri E si riscontrano anche sulle etichette dei prodotti alimentari in altre giurisdizioni, tra cui il Consiglio di cooperazione del Golfo, il Sudafrica, l'Australia, la Nuova Zelanda, la Malaysia, Hong Kong, e l'India.

## Classificazione per intervallo numerico
| Intervallo di numeri E                           | Sottointervallo | Descrizione                                                              |
| ------------------------------------------------ | --------------- | ------------------------------------------------------------------------ |
| 100–199 Coloranti                                | 100–107         | gialli                                                                   |
| 100–199 Coloranti                                | 110–111         | arancioni                                                                |
| 100–199 Coloranti                                | 120–129         | rossi                                                                    |
| 100–199 Coloranti                                | 130–139         | blu e violetti                                                           |
| 100–199 Coloranti                                | 140–149         | verdi                                                                    |
| 100–199 Coloranti                                | 150–159         | marroni e neri                                                           |
| 100–199 Coloranti                                | 160–199         | oro e altri                                                              |
| 200–299 Conservanti                              | 200–209         | sorbati                                                                  |
| 200–299 Conservanti                              | 210–219         | benzoati                                                                 |
| 200–299 Conservanti                              | 220–229         | solfiti                                                                  |
| 200–299 Conservanti                              | 230–239         | fenoli and formiati                                                      |
| 200–299 Conservanti                              | 240–259         | nitrati                                                                  |
| 200–299 Conservanti                              | 260–269         | acetati                                                                  |
| 200–299 Conservanti                              | 270–279         | lattati                                                                  |
| 200–299 Conservanti                              | 280–289         | propionati                                                               |
| 200–299 Conservanti                              | 290–299         | altri                                                                    |
| 300–399 Antiossidanti e regolatori di acidità    | 300–305         | ascorbati (vitamina C)                                                   |
| 300–399 Antiossidanti e regolatori di acidità    | 306–309         | tocoferolo (vitamina E)                                                  |
| 300–399 Antiossidanti e regolatori di acidità    | 310–319         | gallati and eritorbati                                                   |
| 300–399 Antiossidanti e regolatori di acidità    | 320–329         | lattati                                                                  |
| 300–399 Antiossidanti e regolatori di acidità    | 330–337         | citrati and tartrati                                                     |
| 300–399 Antiossidanti e regolatori di acidità    | 338–343         | fosfati                                                                  |
| 300–399 Antiossidanti e regolatori di acidità    | 344–345         | citrates                                                                 |
| 300–399 Antiossidanti e regolatori di acidità    | 349–359         | malati and adipati                                                       |
| 300–399 Antiossidanti e regolatori di acidità    | 360–369         | succinati and fumarati                                                   |
| 300–399 Antiossidanti e regolatori di acidità    | 370–399         | altri                                                                    |
| 400–499 Addensanti, stabilizzanti e emulsionanti | 400–409         | alginati                                                                 |
| 400–499 Addensanti, stabilizzanti e emulsionanti | 410–419         | gomme naturali                                                           |
| 400–499 Addensanti, stabilizzanti e emulsionanti | 420–429         | altri agenti naturali                                                    |
| 400–499 Addensanti, stabilizzanti e emulsionanti | 430–439         | composti di poliossietilene                                              |
| 400–499 Addensanti, stabilizzanti e emulsionanti | 440–449         | emulsionanti naturali                                                    |
| 400–499 Addensanti, stabilizzanti e emulsionanti | 450–459         | fosfati                                                                  |
| 400–499 Addensanti, stabilizzanti e emulsionanti | 460–469         | composti di cellulosa                                                    |
| 400–499 Addensanti, stabilizzanti e emulsionanti | 470–489         | acidi grassi e composti                                                  |
| 400–499 Addensanti, stabilizzanti e emulsionanti | 490–499         | altri                                                                    |
| 500–599 Regolatori di acidità e antiagglomeranti | 500–509         | acidi e basi inorganici                                                  |
| 500–599 Regolatori di acidità e antiagglomeranti | 510–519         | cloruri and solfati                                                      |
| 500–599 Regolatori di acidità e antiagglomeranti | 520–529         | solfati and idrossidi                                                    |
| 500–599 Regolatori di acidità e antiagglomeranti | 530–549         | sali dei metalli alcalini                                                |
| 500–599 Regolatori di acidità e antiagglomeranti | 550–559         | silicati                                                                 |
| 500–599 Regolatori di acidità e antiagglomeranti | 570–579         | stearati e gluconati                                                     |
| 500–599 Regolatori di acidità e antiagglomeranti | 580–599         | altri                                                                    |
| 600–699 Esaltatori di sapidità                   | 620–629         | glutammati e guanilati                                                   |
| 600–699 Esaltatori di sapidità                   | 630–639         | inosinati                                                                |
| 600–699 Esaltatori di sapidità                   | 640–649         | altri                                                                    |
| 700–799 Antibiotici                              | 700–713         |                                                                          |
| 900–999 Glasse, gas e dolcificanti               | 900–909         | cere                                                                     |
| 900–999 Glasse, gas e dolcificanti               | 910–919         | glasse sintetiche                                                        |
| 900–999 Glasse, gas e dolcificanti               | 920–929         | agenti migliorativi                                                      |
| 900–999 Glasse, gas e dolcificanti               | 930–949         | gas per confezionamento                                                  |
| 900–999 Glasse, gas e dolcificanti               | 950–969         | dolcificanti                                                             |
| 900–999 Glasse, gas e dolcificanti               | 990–999         | schiumogeni                                                              |
| 1000–1599 Altri additivi                         | 1100–1599       | Nuove sostanze che non ricadono negli schemi standard di classificazione |

Non tutti gli esempi di una classe rientrano nell'intervallo numerico indicato; inoltre, alcune sostanze chimiche (in particolare nell'intervallo E400–499) hanno vari scopi.